# Astragalus kelleri
Astragalus kelleri es una especie de planta del género Astragalus, de la familia de las leguminosas, orden Fabales.

## Distribución
Astragalus kelleri se distribuye por Turkmenistán, Tayikistán y Uzbekistán.

## Taxonomía
Fue descrita científicamente por Popov. Fue publicada en Trudy Turkestansk. Nauchn. Obshch. 1: 36 (1923).